# Marian Waligórski
Marian Teodor Waligórski (ur. 2 lipca 1903 we Lwowie, zm. 10 października 1953 w Krakowie) – polski prawnik, docent Uniwersytetu Jana Kazimierza we Lwowie, prof. Uniwersytetu Jagiellońskiego, znawca prawa cywilnego procesowego, adwokat.

## Życiorys
Urodził się we Lwowie. W 1921 ukończył I Gimnazjum Państwowym w Nowym Sączu. W latach 1921-25 studiował na Wydziale Prawa i Umiejętności Politycznych Uniwersytetu Jana Kazimierza we Lwowie. W latach 1925–1928 odbył aplikację sądową we Lwowie, a następnie aplikację w Prokuratorii Generalnej Oddział we Lwowie. W listopadzie 1928 podjął pracę w charakterze referendarza Prokuratorii Generalnej RP oddział we Lwowie i na stanowisku tym pracował do września 1939. Równolegle od listopada 1927 do września 1938 był asystentem przy Katedrze Procesu Cywilnego UJK kierowanej przez prof. Kamila Stefko.   
6 lipca 1929 na podstawie pracy na pt. O zawisłości prawnej uzyskał stopień doktora praw (rozprawa ukazała się drukiem w 1936 w “Polskim Procesie Cywilnym”).  W 1936 opublikował obszerne studium pt. Podstawy kasacyjne procesu cywilnego na tle różnicy pomiędzy faktem i prawem. Rozprawa ta stała się podstawą habilitacji, która odbyła się na Wydziale Prawa UJK w 1937. Była to pierwsza habilitacja z zakresu prawa cywilnego procesowego w Polsce międzywojennej. Po habilitacji objął wykład monograficzny z zagadnień prawa procesowego. W 1937 uzyskał tytuł docenta prawa procesowego cywilnego na Wydziale Prawa Uniwersytetu Jana Kazimierza we Lwowie.
W 1938 roku rozpoczął pracę nad zarysem prawa cywilnego procesowego. Wypada zauważyć, że nie istniał w Polsce wówczas żaden podręcznik w tej materii. Pierwszy tom swego dzieła, liczący około 570 stron, oddał do druku w 1939, ale wskutek wybuchu wojny nie został wydany. W okresie 1940-41 udoskonalał swój przygotowany zarys prawa cywilnego procesowego. Przygotował drugi tom, obejmujący ok. 900 stron. Niestety rękopisy zaginęły.
W okresie od stycznia 1940 do czerwca 1941 był laborantem Katedry Procesu Cywilnego Uniwersytetu im. Iwana Franki we Lwowie, którą kierował prof. Wołodymyr Werhanowski. Od września 1941 do maja 1944 był adwokatem we Lwowie. Pełnił w tym okresie funkcję członka Sądu Dyscyplinarnego Rady Adwokackiej. Kancelarię prowadził we własnym mieszkaniu. Jednocześnie brał udział w tajnym nauczaniu na Wydziale Prawa UJK kierowanym przez prof. Kazimierza Przybyłowskiego. Na mocy rozkazu ewakuacyjnego z 31 marca 1944 opuścił Lwów.  
Od maja 1944 praktykę adwokacką wykonywał w Krakowie. Tuż po opuszczeniu Krakowa przez Niemców zgłosił się na Uniwersytet Jagielloński celem podjęcia pracy w charakterze wykładowcy, którą rozpoczął w marcu 1945 i kontynuował do śmierci.  W 1947 powołany został na wakującą po śmierci prof. Stanisława Gołąba Katedrę Postępowania Sądowo-cywilnego jak profesor nadzwyczajny. Z dniem 1 stycznia 1953 Minister Szkolnictwa Wyższego powołał go na stanowisko kierownika Katedry Postępowania Cywilnego na Wydziale Prawa UJ. 
Po wojnie wydał stanowiący dziś kanon literatury cywilistyczno-procesowej „Polski proces cywilny. Funkcje i struktura” (Warszawa 1948).  
Pochowany został na Cmentarzu Rakowickim w Krakowie.

## Wybrane publikacje
- Zmiana stanu sprawy po wytoczeniu powództwa, (1934).
- Kumulacja roszczeń w procesie, „Polski Proces Cywilny” 1937.
- O potrzebie rozszerzenia zasięgu działania Sądu Najwyższego, PPC 1937.
- Merytoryczna obrona dłużnika przeciwko egzekucji, „Polski Proces Cywilny”  1938.
- Niewłaściwy rozkład ciężaru dowodu jako podstawa kasacji, 1938.